# Chamber of Commerce Building
Le bâtiment de la Chambre de Commerce est situé au 65 Liberty Street, entre Nassau Street et Broadway dans le Financial District de Manhattan, à New York. L'architecte du bâtiment était James Barnes Baker qui a conçu le bâtiment dans le style Beaux-Arts. Le bâtiment fait quatre étages de hauteur, est construit avec du marbre du Vermont et comprend une terrasse et un toit mansardé. Le premier étage du bâtiment contient la grande salle où les murs sont remplis de portraits de personnages importants de l'histoire américaine, comme John Cruger, le premier président de la Chambre de commerce de l'État de New York, Alexander Hamilton, Ulysses S. Grant et bien d'autres. 
Le bâtiment a été désigné monument historique de New York en 1966 et monument historique national en 1977. 
Les dessins architecturaux originaux et reprographiques de ce bâtiment sont conservés au Département des dessins et archives de la bibliothèque d'architecture et des beaux-arts d'Avery, à la Columbia University.

## Histoire
La Chambre de Commerce de New York a été fondée en 1768 et a été la première organisation de ce type en Amérique du Nord. Sa réunion inaugurale comprenait vingt marchands à la Fraunces Tavern, et le roi George III de Grande-Bretagne lui a accordé une charte officielle. La chambre s'est réunie dans divers endroits, dont aucun ne lui appartenait, jusqu'en 1884, date à laquelle un bâtiment dédié a été construit sur ce site. 
La construction de ce bâtiment en 1902 a été financée par de riches membres de l'organisation. Les bailleurs de fonds comprenaient des sommités telles que John D. Rockefeller, Andrew Carnegie et J. Pierpont Morgan. 

## Voir également
- Liste des monuments de New York
- Liste du Registre national des lieux historiques dans le comté de New York, New York